# Nederlandse Bioscoopbond

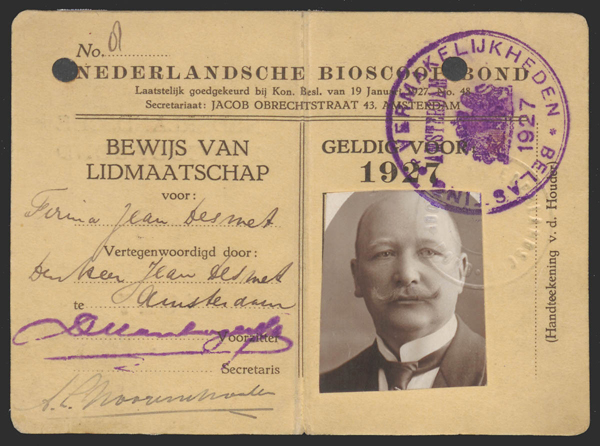
Bewijs van lidmaatschap (1927) van Jean Desmet

De Nederlandse Bioscoopbond (NBB) was een vereniging van bioscopen, distributeurs en producenten die in 1921 werd opgericht en tot in de jaren 1980 een invloedrijke partij in de Nederlandse filmwereld was. Het feit dat zowel bioscopen als filmverhuurders aan de NBB verbonden waren, en dat hen als leden was verboden om met niet-leden te handelen, maakte dat deze bond een diep verweven onderdeel van het Nederlandse filmbedrijf was.

## Geschiedenis
De NBB is in 1921 voortgekomen uit een fusie van de Nederlandsche Bond van Bioscooptheater-Directeuren en de Vereeniging van Filmverhuurkantoren. De oprichting kwam tot stand na het succes van een proceskosten besparende geschillencommissie die de veelvoorkomende conflicten tussen distributeurs en bioscopen oploste. Nadat vanaf 1932 ook producenten zich bij de bond hadden aangesloten, veroverde de NBB een unieke machtspositie van waaruit de vereniging entreeprijzen reguleerde, de bouw van nieuwe bioscopen in de gaten hield, een sterke hand kreeg in alle Nederlandse filmfestivals, strijd voerde met de andere media en bovenal haar leden verbood om zaken te doen met niet-leden. De bond werd bovendien het aanspreekpunt voor de overheid.
Tijdens de Tweede Wereldoorlog kwam de Nederlandse Bioscoopbond in dienst te staan van de Duitse bezetter. De naam van de bond wordt vaak genoemd in verband met het verbod uit 1941 voor Joden om bioscopen te betreden; het was de bioscoopbond die dat verbod onder zware druk afkondigde en tevens handhaafde. In 1941 kreeg de bond een andere naam: Filmgilde. Ook werd hij opgenomen in de Kultuurkamer. Verder was zijn invloed in de periode '40-'45 slechts beperkt, omdat er vrijwel alleen maar Duitse films werden uitgebracht.
Na 1945 herkreeg de NBB zijn oude positie. Toen in de jaren 1980 bioscopen massaal opgingen in grotere filmbedrijven zoals Pathé, namen deze steeds meer de macht en invloed van de NBB over. Bovendien stond de Europese Unie kritisch tegenover de grote machtspositie en de kartelvorming van de NBB en werd de bond min of meer gedwongen tot een lossere, meer federatieve structuur. In 1992 leidde Europese druk ertoe dat de Nederlandse Bioscoopbond opging in de Nederlandse Federatie voor de Cinematografie (NFC), een samenwerkingsverband van de Nederlandse Vereniging van Bioscoopexploitanten en Filmtheaters (NVBF), de Nederlandse Vereniging van Filmdistributeurs (NVF) en de Nederlandse Vereniging van Speelfilmproducenten (NVS). Zo is de toestand van vóór 1921 min of meer hersteld.